# Moutiers (Eure-et-Loir)
Moutiers – miejscowość i gmina we Francji, w Regionie Centralnym, w departamencie Eure-et-Loir.
Według danych na rok 1990 gminę zamieszkiwało 205 osób, a gęstość zaludnienia wynosiła 10 osób/km² (wśród 1842 gmin Centre, Moutiers plasuje się na 934. miejscu pod względem liczby ludności, natomiast pod względem powierzchni na miejscu 642.).